# 芬恩鎮區 (北達科他州洛根縣)
芬恩鎮區（英語：Finn Township）是位於美國北達科他州洛根縣的一個鎮區。

## 地方資料
芬恩鎮區的面積為89.72平方千米，當中陸地面積為87.55平方千米，而水域面積為2.17平方千米。根據2020年美國人口普查的數據，當地共有人口24人，而人口密度為每平方千米0.27人。